# ジェーナ
ジェーナ（ブルガリア語:Джена / Dzhena あるいは Jenna）、本名デシスラヴァ・ヴァレンティノヴァ（Десислава Валентинова / Desislava Valentinova、1985年7月3日 - ）は、ブルガリアのポップ・フォーク歌手である。出身はラズグラトであるが、生まれてから数年の間は父親の故郷の小さな村で過ごした。
ミレナと契約していたときはデシスラヴァ・ノヴァ（Десислава Нова）を名乗っていたが、パイネルに移籍した時に芸名をジェーナに変えた。2008年初頭、Planeta TVによって前年の新人賞に選出された。

## アルバム
- Грешни Мисли（Greshni Misli、2008年）